# NAD(P)+—protein-arginin ADP-riboziltransferaza
+—protein-arginin ADP-riboziltransferaza (EC 2.4.2.31, ADP-riboziltransferaza, mono(ADP-ribozil)transferaza, NAD+:-arginin ADP--riboziltransferaza, +-arginin ADP-riboziltransferaza, +:-arginin ADP--riboziltransferaza, mono-ADP-riboziltransferaza, +---protein-arginin ADP-riboziltransferaza, +:protein--arginin ADP--riboziltransferaza) je enzim sa sistematskim imenom NAD+:protein--arginin ADP--riboziltransferaza. Ovaj enzim katalizuje sledeću hemijsku reakciju
+ + protein L-arginin {\displaystyle \rightleftharpoons } nikotinamid + Nomega-(ADP-D-ribozil)-protein-L-arginin
Protein mono-ADP-ribozilation se reverzibilno posttranslaciono modifikuje, čime se utiče na regulaciju ćelijskih aktivnosti.

## Literatura
- Nicholas C. Price; Lewis Stevens (1999). Fundamentals of Enzymology: The Cell and Molecular Biology of Catalytic Proteins (Third изд.). USA: Oxford University Press. ISBN 019850229X.
- Eric J. Toone (2006). Advances in Enzymology and Related Areas of Molecular Biology, Protein Evolution (Volume 75 изд.). Wiley-Interscience. ISBN 0471205036.
- Branden C; Tooze J. Introduction to Protein Structure. New York, NY: Garland Publishing. ISBN 0-8153-2305-0.
- Irwin H. Segel. Enzyme Kinetics: Behavior and Analysis of Rapid Equilibrium and Steady-State Enzyme Systems (Book 44 изд.). Wiley Classics Library. ISBN 0471303097.
- William P. Jencks (1987). Catalysis in Chemistry and Enzymology. Dover Publications. ISBN 0486654605.

## Spoljašnje veze
- NAD+---protein-arginine+ADP-ribosyltransferase на 